# Dale Allison
Dale C. Allison (ur. 25 listopada 1955) – amerykański badacz Nowego Testamentu, znawca Jezusa historycznego i pierwotnego chrześcijaństwa. Doktoryzował się na Duke University, od 1997 profesor Nowego Testamentu na Pittsburgh Theological Seminary, a od 2013 w Princeton Theological Seminary. Redaktor New Testament Studies i Journal for the Study of the Historical Jesus.
Wpływowy zwolennik teorii teorii Jezusa-apokaliptyka, wyłożonej m.in. w książce Jesus of Nazareth: Millenarian Prophet, według której Jezus miał spodziewać się rychłego nadejścia końca czasów.

## Wybrane publikacje
- The Jesus Tradition in Q. Trinity Press International:1997. ISBN 1-56338-207-5.
- Jesus of Nazareth: Millenarian Prophet. Fortress:1998. ISBN 0-8006-3144-7.
- Resurrecting Jesus: The Earliest Christian Tradition and Its Interpreters. T. & T. Clark International:2005. ISBN 0-567-02900-X.
- The Historical Christ and the Theological Jesus. Wm. B. Eerdmans Publishing Co:2009. ISBN 978-0-8028-6262-4.
- Constructing Jesus: Memory, Imagination, and History. Baker Academic:2010. ISBN 978-0-8010-3585-2.